# Noorwegen op het Eurovisiesongfestival 2020
Noorwegen zou deelnemen aan het Eurovisiesongfestival 2020 in Rotterdam, Nederland. Het zou de 59ste deelname van het land aan het Eurovisiesongfestival zijn. NRK was verantwoordelijk voor de Noorse bijdrage voor de editie van 2020.

## Selectieprocedure
Reeds op 19 maart 2019 maakte de Noorse openbare omroep bekend te zullen deelnemen aan de 65ste editie van het Eurovisiesongfestival. Voor het eerst sinds 2014 werd er gewerkt met voorrondes. Elke Noors landsdeel, zijnde Nord-Norge, Østlandet, Sørlandet, Trøndelag en Vestlandet kreeg diens eigen halve finale. In elke show namen vier artiesten het in paren van twee tegen elkaar op. De winnaar van elk duel streed vervolgens in het gouden duel om het ticket voor de grote finale.
Alle shows werden door Kåre Magnus Bergh, Ingrid Gjessing Linhave en Ronny Brede Aase gepresenteerd vanuit de H3 Arena in Fornebu. In de finale namen de vijf winnaars van de regionale voorrondes het op tegen vijf door NRK geselecteerde artiesten. De finale vond plaats in Trondheim Spektrum in Trondheim. Het was voor het eerst sedert 1989 en voor de derde keer ooit dat de finale van Melodi Grand Prix niet in hoofdstad Oslo plaatsvond.
Van de tien finalisten kwalificeerden er vier zich voor de gouden finale. Daarin werden vervolgens twee artiesten geselecteerd voor het gouden duel. De eindoverwinning ging uiteindelijk naar Ulrikke met Attention.

## Melodi Grand Prix 2020

### Voorrondes
11 januari 2020 - Sørlandet
| Duel        | Artiest           | Lied             |
| ----------- | ----------------- | ---------------- |
| 1           | Geirmund          | Come alive       |
| 1           | Lisa Børud        | Talking about us |
|             |                   |                  |
| 2           | Kim André Rysstad | Rainbow          |
| 2           | Raylee            | Wild             |
|             |                   |                  |
| Gouden duel | Lisa Børud        | Talking about us |
| Gouden duel | Raylee            | Wild             |

18 januari 2020 - Østlandet
| Duel        | Artiest                  | Lied                       |
| ----------- | ------------------------ | -------------------------- |
| 1           | Tore Petterson           | The start of something new |
| 1           | Kim Wigaard & Maria Mohn | Fool for love              |
|             |                          |                            |
| 2           | Anna Jæger               | How about Mars             |
| 2           | Rein Alexander           | One last time              |
|             |                          |                            |
| Gouden duel | Kim Wigaard & Maria Mohn | Fool for love              |
| Gouden duel | Rein Alexander           | One last time              |

25 januari 2020 - Trøndelag
| Duel        | Artiest                       | Lied        |
| ----------- | ----------------------------- | ----------- |
| 1           | Alexandru                     | Pink jacket |
| 1           | Sie Gubba                     | Kjære du    |
|             |                               |             |
| 2           | Thomas Løseth & Erika Norwich | Vertigo     |
| 2           | Kristin Husøy                 | Pray for me |
|             |                               |             |
| Gouden duel | Sie Gubba                     | Kjære du    |
| Gouden duel | Kristin Husøy                 | Pray for me |

1 februari 2020 - Vestlandet
| Duel        | Artiest       | Lied                  |
| ----------- | ------------- | --------------------- |
| 1           | Magnus Bokn   | Over the sea          |
| 1           | Oda Loves You | Love who we love      |
|             |               |                       |
| 2           | Nordic Tenors | In this special place |
| 2           | Hege Bjerk    | Pang                  |
|             |               |                       |
| Gouden duel | Magnus Bokn   | Over the sea          |
| Gouden duel | Nordic Tenors | In this special place |

8 februari 2020 - Nord-Norge
| Duel        | Artiest          | Lied          |
| ----------- | ---------------- | ------------- |
| 1           | Jenny Jenssen    | Mr. Hello     |
| 1           | Elin & The Woods | We are as one |
|             |                  |               |
| 2           | Kevin Boine      | Stem på mæ    |
| 2           | Liza Vassilieva  | I am gay      |
|             |                  |               |
| Gouden duel | Elin & The Woods | We are as one |
| Gouden duel | Liza Vassilieva  | I am gay      |

### Finale
15 februari 2020
| Volgorde | Artiest                    | Lied            |
| -------- | -------------------------- | --------------- |
| 1        | Raylee                     | Hello           |
| 2        | Didrik & Emil Solli-Tangen | Out of air      |
| 3        | Magnus Bokn                | Over the sea    |
| 4        | Akuvi                      | Som du er       |
| 5        | Kristin Husøy              | Pray for me     |
| 6        | Rein Alexander             | One last time   |
| 7        | Tone Damli                 | Hurts sometimes |
| 8        | Sondrey                    | Take my time    |
| 9        | Ulrikke                    | Attention       |
| 10       | Liza Vassilieva            | I am gay        |

Gouden finale
| Volgorde | Artiest         | Lied        |
| -------- | --------------- | ----------- |
| 1        | Kristin Husøy   | Pray for me |
| 2        | Ulrikke         | Attention   |
| 3        | Liza Vassilieva | I am gay    |
| 4        | Raylee          | Wild        |

Gouden duel
| Plaats | Artiest       | Lied        | Stemmen |
| ------ | ------------- | ----------- | ------- |
| 1      | Ulrikke       | Attention   | 200.345 |
| 2      | Kristin Husøy | Pray for me | 194.667 |

## In Rotterdam
Noorwegen zou aantreden in de tweede helft van de eerste halve finale, op dinsdag 12 mei 2020. Het Eurovisiesongfestival 2020 werd evenwel geannuleerd vanwege de COVID-19-pandemie.